# Benoît Cachin
Benoît Cachin, né le 11 août 1968 à Chartres, est un écrivain, journaliste et biographe français, spécialiste de la chanson française.

## Biographie
Après une maîtrise de littérature comparée à la Sorbonne, il devient, à partir de 1993, rédacteur en chef journaliste pour différents médias (presse magazine, radio, télévision...). On peut citer : CDRom magazine, DVD magazine, Têtu. En parallèle de son activité journalistique pour le magazine Télécâble Sat Hebdo, il a écrit une dizaine d'ouvrages de référence sur des chanteurs français. Il est spécialiste de Sylvie Vartan, Johnny Hallyday, Mylène Farmer, Étienne Daho et Michel Polnareff. Il a écrit également, avec Riad Bettouche, un ouvrage référence sur la discographie de Michael Jackson. La seule discographie au monde exhaustive sur le King of Pop.

## Publications
Sur Sylvie Vartan
- Dictionnaire des chansons de Sylvie Vartan. Paris : Tournon, 2005, 564 p.  (ISBN 2-914237-34-0)
- Sylvie Vartan : la plus belle pour aller chanter. Paris : Gründ, coll. "Passion musique", 2017, 272 p.  (ISBN 978-2-324-01047-7)

Sur Sylvie Vartan et Johnny Hallyday
- Sylvie & Johnny. Paris : Gründ, coll. "Passion musique", 2020, 242 p.

Sur Michel Polnareff
- Polnaculte : Michel Polnareff vu par ses auteurs et par lui-même. Paris : Tournon, 2007, 142 p.  (ISBN 978-2-35144-036-0)
- Michel Polnareff : une simple mélodie. Paris : Gründ, coll. "Passion musique", 2014, 240 p.  (ISBN 978-2-324-00841-2)

Sur Étienne Daho
- Étienne Daho : portraits & entretiens. Paris : Tournon, 2007, 574 p.  (ISBN 978-2-35144-051-3)
- Dahodisco. Paris : Gründ, coll. "Passion musique", 2013, 228 p.  (ISBN 978-2-324-00617-3)

Sur Mylène Farmer
- Dictionnaire des chansons de Mylène Farmer. Paris : Tournon, 2006, 287 p.  (ISBN 2-35144-000-5). Nouv. éd. rev. et complétée, 2006.  (ISBN 2-35144-031-5)
- Mylène Farmer influences. Paris : Tournon, 2006, 91 p.  (ISBN 2-35144-026-9)
- Mylène Farmer : au fil des mots. Paris : Gründ, coll. "Passion musique", 2012, 220 p.  (ISBN 978-2-324-00364-6). 2e édition, 2013, 233 p.  (ISBN 978-2-324-00582-4). 3e édition, 2016, 253 p.  (ISBN 978-2-324-01299-0)
- Mylène Farmer : inspirations. Vanves : EPA, 2017, 155 p.  (ISBN 978-2-85120-891-0)

Sur Michael Jackson
- Michael Jackson : l'intégrale, en collaboration avec Riad Bettouche. Paris : Gründ, coll. "Passion musique", 2018, 240 p.  (ISBN 978-2-324-01951-7)